# Val Formazza
La val Formazza (Pomattertal in tedesco) è una delle valli del comprensorio della val d'Ossola, in provincia del Verbano-Cusio-Ossola, al confine con la Svizzera, ed è l'estrema propaggine settentrionale del Piemonte.
Percorsa dal fiume Toce, che si origina in testa alla valle, formando poco dopo la spettacolare cascata, la valle è la continuazione verso nord della valle Antigorio e la più importante delle valli laterali è la valle Vannino, che è attraversata dall'omonimo torrente e ospita tre dei numerosi laghi artificiali.

## Orografia
La valle si trova nelle Alpi Lepontine. Separa le Alpi del Monte Leone e del San Gottardo ad ovest dalle Alpi Ticinesi e del Verbano ad est. Si affaccia inoltre sull'alpe Vannino.
I monti principali che contornano la valle sono:
- Blinnenhorn - 3.374 m
- Basòdino - 3.273 m
- Punta d'Arbola - 3.235 m
- Punta del Sabbione - 3.182 m
- Kastelhorn - 3.128 m
- Monte Giove - 3.009 m
- Punta di Valrossa - 2.968 m
- Pizzo Biela - 2.863 m
- Pizzo Quadro - 2.793 m

## Comuni
I due comuni situati nella valle sono Premia e Formazza (Pomatt); quest'ultimo ospita una comunità Walser.

## Bacini artificiali e dighe

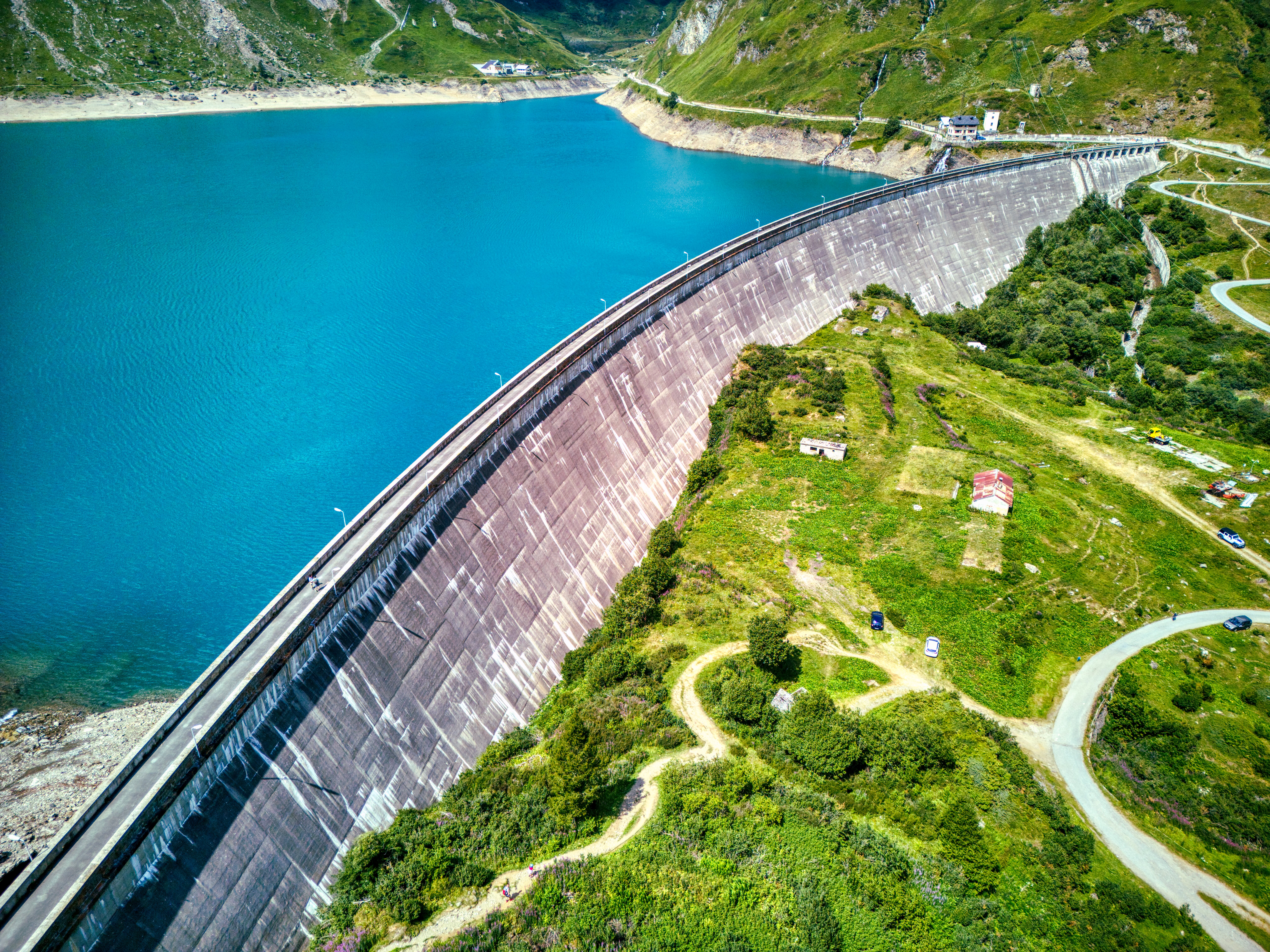
Diga e lago di Morasco

La valle ospita numerosi bacini artificiali creati nei primi decenni del XX secolo per la produzione di energia idroelettrica; tutte le dighe sono oggi di proprietà dell'Enel.
Tra le dighe la più importante è quella di Morasco, lunga 565 metri e alta 55 metri, forma un bacino della capacità di 17.320.000 mc. La diga regola anche il flusso della spettacolare cascata del Toce che si trova pochi km più a valle in località "La Frua". La cascata è infatti aperta e visibile nella sua interezza solo alcune ore del giorno durante mesi estivi, il resto del tempo le acque del bacino vengono convogliate in una condotta forzata fino alla centrale idroelettrica di "Ponte", riducendo la portata del fiume.
Gli altri bacini artificiali sono:
- Lago del Sabbione - Si trova a 2460 metri di quota, ai piedi della punta d'Arbola e della punta del Sabbione[1], che ospita l'omonimo ghiacciaio;
- Lago del Toggia;
- Lago Castel (o lago Kastel);
- Lago Vannino;
- Lago Busin;
- Lago Obersee.

## Viabilità
La valle è attraversata da un'unica strada, la strada statale 659 di Valle Antigorio e Val Formazza (ex Strada Provinciale 70 di Valli Antigorio e Formazza), che si dirama dalla Statale 33 del Sempione all'altezza di Crevoladossola e termina alla cascata del Toce.
Subito sopra la cascata comincia una stradicciola che conduce al paese di Riale e che continua in una strada sterrata ad accesso limitato, la ex Strada Provinciale 95 del Passo di San Giacomo (dismessa dalla provincia perché di poco conto), che dopo 12 km conduce, passando al fianco del lago artificiale del Toggia, al passo di San Giacomo al confine con la Svizzera, ove si trova una stazione della Guardia di Finanza dismessa da anni.

## Rifugi alpini
Per favorire l'escursionismo e la salita alle vette la valle dispone di alcuni rifugi alpini:
- Rifugio 3A - 2.960 m
- Rifugio Claudio e Bruno - 2.710 m
- Rifugio Somma Lombardo - 2.561 m
- Rifugio Cesare Mores - 2.515 m
- Rifugio Città di Busto - 2.480 m
- Rifugio Margaroli - 2.194 m
- Rifugio Maria Luisa - 2.157 m
- Rifugio Miryam - 2.050 m
- Baita del Ghighel, dedicata a Guido Tosi - 2.060 m
- Rifugio Bim Se - 1.820 m